# Dorfkirche Mahlsdorf (Golßen)

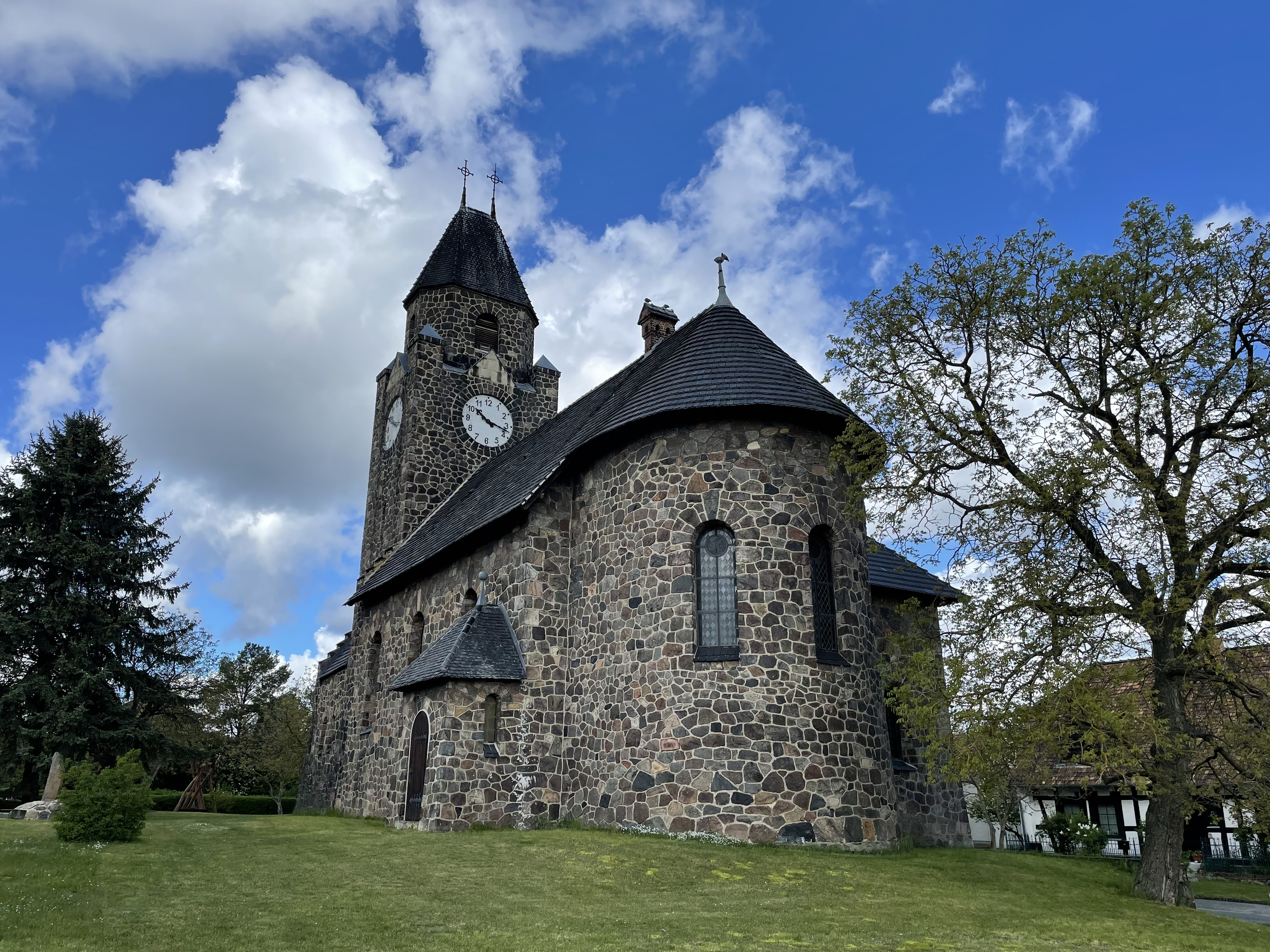
Dorfkirche Mahlsdorf

Die evangelische Dorfkirche Mahlsdorf ist eine neuromanische Saalkirche
in Mahlsdorf, einem Ortsteil der Stadt Golßen im Landkreis Dahme-Spreewald im Land Brandenburg. Die Kirchengemeinde gehört zum Kirchenkreis Niederlausitz der Evangelischen Kirche Berlin-Brandenburg-schlesische Oberlausitz.

## Lage
Die Kirche steht im südlichen Bereich des historischen Dorfangers auf einer leicht nach Norden ansteigenden Fläche, die im nordwestlichen Bereich durch einen Spielplatz mit einer Hecke eingefriedet ist.

## Geschichte
Das Bauwerk entstand in den Jahren 1897 bis 1899 nach Plänen des preußischen Architekten und Baurats Otto Techow. Das Bauwerk ist im 21. Jahrhundert sanierungsbedürftig.

## Baubeschreibung

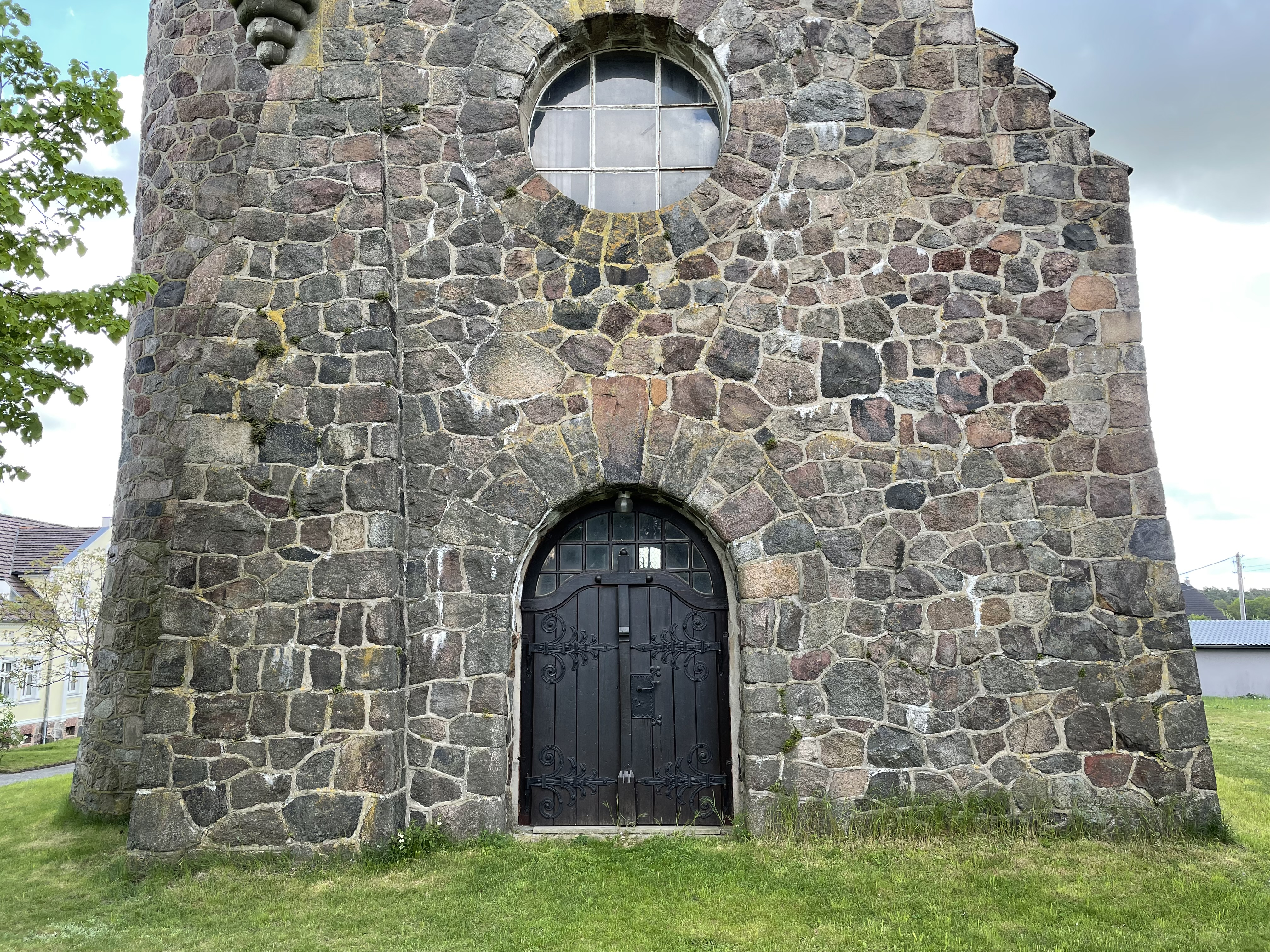
Westportal

Für den Bau verwendete Techow vorwiegend Feldsteine, die kaum behauen und nur in unregelmäßigen Lagen geschichtet wurden. Die Apsis ist halbrund und nicht eingezogen. An der Ostseite sind drei große, rundbogenförmige Fenster.
Daran schließt sich das Kirchenschiff an. Es hat einen rechteckigen Grundriss, der durch einige Anbauten erweitert wurde. An der Nordseite sind drei große Rundbogenfenster, von denen das östlich gelegene durch eine kleine Sakristei teilweise verdeckt wird. Diese hat ebenfalls einen rechteckigen Grundriss und reicht bis zur Apsis. Nach Westen ausgerichtet befindet sich eine Treppe mit einem offenen Rundbogen, über die der hintere Teil des Kirchenschiffs von außen erreicht werden kann. An der Südseite befinden sich ebenfalls drei große Rundbogenfenster. Am Übergang vom Schiff zur Apsis ist ein kleiner, rechteckiger Vorbau mit einer hölzernen Pforte an seiner Südseite.
Der Westturm nimmt im unteren Bereich die volle Breite des Schiffs auf und kann durch ein großes und ebenfalls rundbogenförmiges Portal von Westen her betreten werden. Darüber ist ein großes Ochsenauge gefolgt von einer schlitzförmigen Öffnung. Oberhalb befindet sich in einer nach oben kreisförmigen, nach unten horizontal ausgeführten Architektur eine Turmuhr. An der Nordseite wird der Turm durch einen kleineren und in seinem Grundriss kreisförmigen Turm ergänzt, in dem sich ein Treppenhaus befindet. Es reicht bis über den Dachfirst des Kirchenschiffs und schließt mit einem Kegeldach ab. Im darüberliegenden Geschoss befindet sich ebenfalls eine Turmuhr. An der Südseite ist ein rechteckiger Anbau mit zwei kleinen, gekuppelten Fenstern im Erdgeschoss. Oberhalb erstreckt sich der eingezogene Turm mit einer ebenfalls schlitzförmigen Öffnung und einer Turmuhr. Oberhalb verjüngt sich der Turm zu einem achteckigen Aufsatz mit Zinnenkranz, rundbogenförmigen Klangarkaden und einem quergestellten Walmdach, das mit zwei Kreuzen abschließt.

## Ausstattung
Die Kirchenausstattung wird im Dehio-Handbuch als „gut erhalten“ bezeichnet. Dazu gehört eine Ausmalung im neoromanischen Stil. Das Bauwerk trägt im Innern ein hölzernes Tonnengewölbe.
Vor der Südseite des Kirchenschiffs erinnert auf Feldsteinen stehender Findling an die Gefallenen aus dem Zweiten Weltkrieg. Er trägt die Inschrift: „Unseren / gefallenen u. vermißten / Brüdern / 1939–1945“.

## Orgel
Auf der Empore steht eine Orgel, die Wilhelm Sauer im Jahr 1899 schuf. Das Instrument besitzt zwei Manuale und ein Pedal.